# Vanessa Herzog
Vanessa Herzog, née Bittner le 4 juillet 1995 à Innsbruck, est une patineuse de vitesse autrichienne.

## Palmarès en roller

### Championnats d'Europe
- Médaille d'or en 300 m en 2015 (piste)
- Médaille d'or en 500 m en 2015 (piste)
- Médaille d'or en 1000 m en 2015 (piste)
- Médaille d'or en 200 m en 2015 (route)
- Médaille d'or en 500 m en 2015 (route)
- Médaille d'or en 500 m en 2017 (piste)
- Médaille d'or en 100 m en 2017 (route)
- Médaille d'or au tour en 2017 (route)

## Palmarès en patin

### Jeux olympiques d'hiver
| Épreuve / Édition   | 500 mètres | 1 000 mètres | 1 500 mètres | 3 000 mètres | 5 000 mètres | Mass start | Poursuite par équipes |
| JO 2018 Pyeongchang |            | 5e           | —            | —            | —            |            | —                     |

Légende :
- : première place, médaille d'or
- : deuxième place, médaille d'argent
- : troisième place, médaille de bronze
- : pas d'épreuve
- — : Non disputée par le patineur
- DSQ : disqualifiée

### Coupe du monde de patinage de vitesse
- 2017-2018

### Championnats d'Europe
- 2018
  -  Médaille d'or en 500 m
  -  Médaille d'argent en 1000 m
  -  Médaille de bronze en mass start

- 2019
  -  Médaille d'or en sprint

- 2020
  -  Médaille d'argent en 500 m

- 2023
  -  Médaille de bronze en sprint